# Revolter Tour 2019
Revolter Tour 2019 je plánované turné kapely Dymytry ke stejnojmenné desce. Tour bude mít celkem 13 zastávek po České republice a Slovensku . Stálým hostem bude kapela Černá, na sedmi zastávkách se pak představí kapela Trautenberk .

## Line-up
Černá:
Trautenberk:
Dymytry:
- Jan „Protheus“ Macků (zpěv)
- Jiří „Dymo“ Urban (kytara)
- Jan „Gorgy“ Görgel (kytara)
- Artur „R2R“ Michajlov (basová kytara)
- Miloš „Mildor“ Meier (bicí)

## Setlisty
Lalalala

## Harmonogram turné
| Datum              | Město            | Místo                | Host               |
| Sálová část        | Sálová část      | Sálová část          | Sálová část        |
| ------------------ | ---------------- | -------------------- | ------------------ |
| 26. října 2019     | České Budějovice | Hala výstaviště      | Trautenberk, Černá |
| 1. listopadu 2019  | Karlovy Vary     | Lidový dům           | Černá              |
| 2. listopadu 2019  | Plzeň            | Depo 2015            | Černá              |
| 9. listopadu 2019  | Liberec          | Dům kultury          | Černá              |
| 15. listopadu 2019 | Zlín             | Masters of Rock Café | Černá              |
| 16. listopadu 2019 | Trenčín          | Piano                | Černá              |
| 29. listopadu 2019 | Pardubice        | Hala Ideon           | Trautenberk, Černá |
| 30. listopadu 2019 | Znojmo           | Kulturní dům         | Trautenberk, Černá |
| 6. prosince 2019   | Havlíčkův Brod   | Kulturní dům         | Trautenberk, Černá |
| 7. prosince 2019   | Bratislava       | Babylon              | Černá              |
| 13. prosince 2019  | Brno             | hala Vodova          | Trautenberk, Černá |
| 14. prosince 2019  | Ostrava          | RT Torax Arena       | Trautenberk, Černá |
| 19. prosince 2019  | Praha            | O2 Universum         | Trautenberk, Černá |